# 伊朗國家博物館
伊朗国家博物馆（波斯語：‎ ）是伊朗的国家博物馆，位于伊朗德黑兰，由古伊朗博物馆和伊斯兰时代的伊朗博物馆两部分组成，二者分别建立于1937年和1972年。 
该博物馆收藏有可追溯至古代和中世纪的伊朗文物，包括陶器、金属制品、纺织品以及一些罕见的书籍和货币。它还包括一些按不同的历史时期和考古主题分类的研究部门。

## 历史
古伊朗博物馆的砖砌建筑由法国建筑师安德烈-戈达尔（André Godard）和马克西姆-西鲁（Maxime Siroux）在20世纪初设计，并受到萨珊王朝穹顶的影响，特别是在泰西封的塔克基思拉宫。其建设面积约为11000平方米（13000平方码），于1935年开始，在两年内由阿巴斯-阿里-梅马尔和莫拉德-塔布里齐完成。然后，它于1937年正式落成。
后来，伊斯兰时代博物馆在伊朗古代博物馆的草地上用白色洞石建成。伊朗考古研究中心主任Firouz Bagherzadeh在这座建筑里举行了一系列关于伊朗考古的研讨会。它经历了相当多仓促的内部改动，1979年革命席卷全国时还在改造。
虽然古伊朗博物馆一直有明确的任务，即展示考古文物，以及一些罕见的中世纪纺织品和地毯作品，但较新的建筑群开始也展示来自伊朗史前里海地区的精美阿姆拉什陶器。之后又进行了一些现代化装修，并对内部进行了反复的整理和改造。
古伊朗博物馆由两层楼组成。它的大厅里有旧石器时代下层、中层和上层的文物和化石，以及新石器时代、铜石并用时代、青铜时代早期和晚期、铁器时代I-III，直到米底王国、阿契美尼德、塞琉古、帕提亚和萨珊时代的文物。
较新的建筑群由三层组成。它包含了伊朗后古典时代的各种陶器、纺织品、文本、艺术品、星盘和土坯书法。

## 古伊朗博物馆

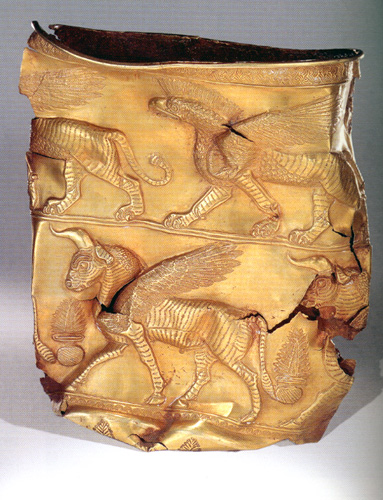
金杯，公元前1000年

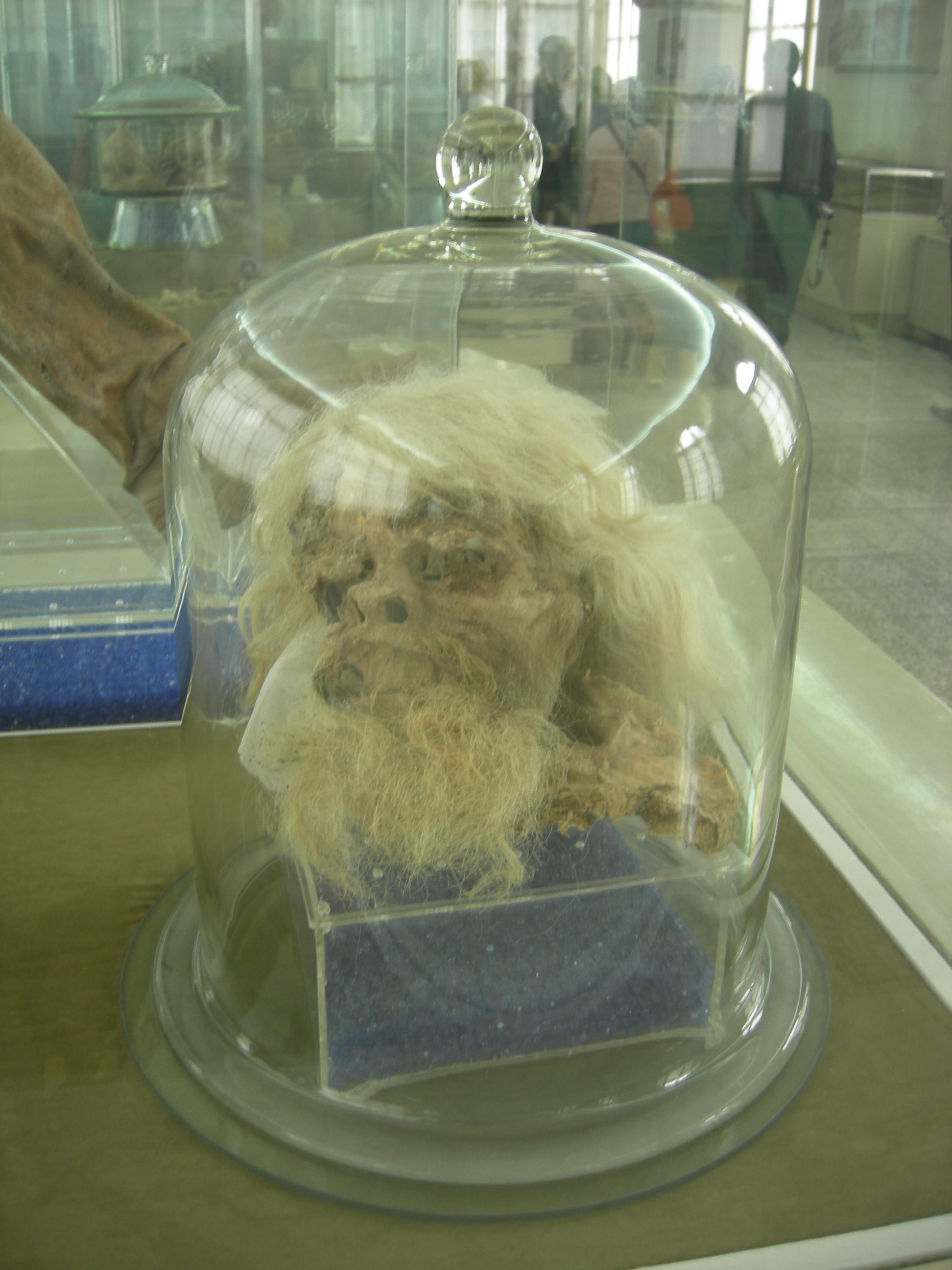
盐人遗骸

常设展区占地约4800平方米，分两层和一个地下室，按时间顺序包含了从旧石器时代下段（约100万年前）到萨珊时代（公元651年）结束的精选文物。一楼展厅包含史前文物，包括旧石器时代、旧石器时代、新石器时代和铜石并用时代的文物。一楼展厅包含历史文物，包括青铜时代、埃兰时代、铁器时代、米底时代、阿契美尼德时代、塞琉古时代、帕提亚时代和萨珊时代的文物。
博物馆保存的最古老的文物来自卡沙弗鲁德（Kashafrud）、达尔班德（Darband）和希瓦图（Shiwatoo），这些文物可以追溯到旧石器时代初期。尼安德特人制作的莫斯特文化石器也在古伊朗博物馆的第一个大厅里展出。最重要的旧石器时代上部工具来自Yafteh，可以追溯到大约30,000到35,000年前。旧石器时代的个人装饰品、粘土和早期村落社区的人形雕像，如克尔曼沙汗的萨拉布土丘出土的9000年前的人形和动物雕像，公元前四千年最早的行政技术和文字证据，波斯波利斯石雕浮雕和首都，帕提亚真人大小的 "沙米人 "铜像，名为 "盐人 "的天然木乃伊，都是博物馆中的重要物品之一。

## 外部連接
- Photo Gallery of the National Museum of Iran （页面存档备份，存于）

35°41′13.36″N 51°24′52.60″E / 35.6870444°N 51.4146111°E